# Pontedeume
Pontedeume {{coor dms|43|24|23.58|N|8|10|13.77|Wlà một đô thị của Ferrolterra phía tây bắc Tây Ban Nha ở tỉnh A Coruña trong cộng đồng tự trị của Galicia.